# Bisagna
La bisagna è un ballo tradizionale dell'Appennino Ligure un tempo diffuso nelle province di Genova, Piacenza, Alessandria e Pavia, area conosciuta come quattro province. È un ballo i cui passi sono andati perduti e ne rimane solo la musica per piffero.
Come tutte le danze di questa zona viene suonata da una coppia di suonatori con piffero e fisarmonica.
Il ballo sembra essere stato ricostruito nel comune di Ferriere (PC) come una danza eseguita coi bastoni (come il morris celtico).
Un testo ottocentesco sugli usi degli Stati di Parma e Piacenza non fa però menzione dell'uso dei bastoni, ma cita lo sventolio di un fazzoletto da parte delle ballerine.

## Discografia
- 1987: Baraban - I canti rituali, i balli, il piffero—ACB
- 2002: Stefano Faravelli/Franco Guglielmetti -- Antiquae: danze delle 4 Province—Spazio libero
- 2003: Enerbia - Così lontano l'azzurro—EDT
- 2006: Musicisti Vari  - Le tradizioni musicali delle  quattro province—SOPRIP